# Chuyển tiếp đá

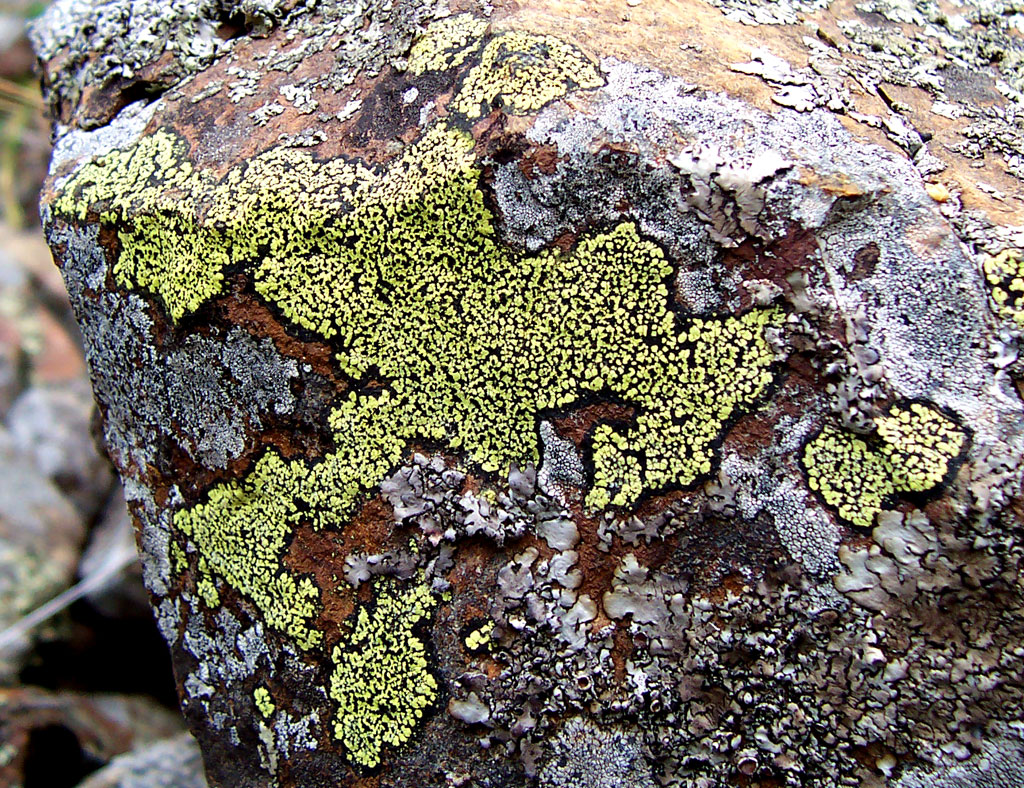
Rhizocarpon geographicum trên đá.

Một chuyển tiếp đá hay chuyển tiếp thạch (một chuyển tiếp phát sinh trên đá) là một loại diễn thế thực vật bắt đầu sự sống trên một bề mặt đá mới lộ ra, chẳng hạn như trên bề mặt đá trần trụi sót lại do thoái lui sông băng, phay nghịch kiến tạo như trong sự hình thành của bậc thềm bãi biển, hoặc các vụ phun trào núi lửa. Ví dụ: các cánh đồng dung nham ở Eldgjá tại Iceland nơi Laki và Katla phun trào vào năm 935 và dung nham rắn lại theo thời gian, đã bắt đầu hình thành một chuyển tiếp đá.
Các loài tiên phong là các sinh vật đầu tiên xâm chiếm một khu vực, trong đó chuyển tiếp đá là một ví dụ. Chúng thường là các loài chịu được điều kiện khắc nghiệt (tức là chúng sẽ là thực vật chịu hạn, chịu gió hoặc chịu lạnh). Trong trường hợp của chuyển tiếp đá, các loài tiên phong sẽ là vi khuẩn lam và tảo, tạo ra thức ăn và nước của chính chúng - tức là chúng là sinh vật tự dưỡng và do đó không yêu cầu bất kỳ nguồn dinh dưỡng bên ngoài nào (trừ ánh nắng mặt trời). Ví dụ, chuyển tiếp đá đầu tiên được quan sát thấy sau vụ nổ núi lửa Krakatoa là tảo. Các ví dụ khác về chuyển tiếp đá bao gồm các quần xã rêu và địa y, vì chúng cực kỳ kiên cường và có khả năng sống sót trong những khu vực không có đất.
Khi có thêm nhiều rêu và địa y xâm chiếm khu vực, chúng cùng với các yếu tố tự nhiên như gió và tiêu tan băng giá, bắt đầu phong hóa đá. Điều này theo thời gian tạo ra nhiều đất hơn, dẫn đến tăng khả năng giữ nước. Ban đầu, khi có ít nước, địa y chiếm ưu thế vì chúng phù hợp hơn với sự thiếu nước; nhưng khi khả năng giữ nước tăng lên, rêu trở thành chiếm ưu thế hơn do chúng phát triển nhanh hơn và những thứ này tiếp tục phá vỡ các tảng đá. Lượng đất cũng tăng lên do rêu và địa y đang phân hủy. Điều này giúp cải thiện độ phì nhiêu của đất khi mùn được tăng lên, cho phép cỏ và dương xỉ xâm chiếm. Theo thời gian, thực vật có hoa sẽ xuất hiện, theo sau là cây bụi. Khi đất càng ngày càng dày và sâu, các cây lớn hơn và tân tiến hơn có thể phát triển. Đó là trường hợp tại Surtsey, một đảo núi lửa "mới", nhỏ nằm ngoài khơi bờ biển phía nam Iceland. Surtsey đã được "tạo ra" vào thập niên 1960 và hiện tại diễn thế thực vật của nó đã đạt đến giai đoạn dương xỉ và cỏ bắt đầu phát triển ở phía nam hòn đảo nơi dung nham nguội đi đầu tiên.
Khi diễn thế thực vật phát triển hơn nữa, cây gỗ bắt đầu xuất hiện. Những cây gỗ đầu tiên (hoặc cây gỗ tiên phong) xuất hiện thường là những cây phát triển nhanh như bạch dương, liễu hoặc thanh lương trà. Đến lượt mình, những loài này sẽ được thay thế bằng những cây gỗ phát triển chậm, nhưng to lớn hơn như tần bì và sồi. Đây là quần xã cao đỉnh trên một chuyển tiếp đá, được định nghĩa là điểm mà diễn thế thực vật không phát triển thêm nữa, nó đạt đến trạng thái cân bằng tinh tế với môi trường, đặc biệt là khí hậu.
Trong trường hợp có sự loại bỏ hầu hết các dạng sống ở những khu vực này, cảnh quan kết quả được coi là mất cao đỉnh, nơi có sự mất mát của quần xã cao đỉnh trước đó. Các yếu tố làm gián đoạn diễn thế bao gồm: sự can thiệp của con người (cao đỉnh xiên lệch), thay đổi địa hình vùng đất (cao đỉnh địa hình), thay đổi loài động vật (cao đỉnh sinh vật) hoặc thay đổi trong đất như tăng độ chua/axit (cao đỉnh thổ nhưỡng). Trong hầu hết các trường hợp, nếu khu vực này được để tái sinh như bình thường khi loại bỏ các yếu tố giới hạn thì khu vực cuối cùng sẽ trở thành một "quần xã cao đỉnh" một lần nữa (diễn thế thứ cấp).